# Kiki Bertensová

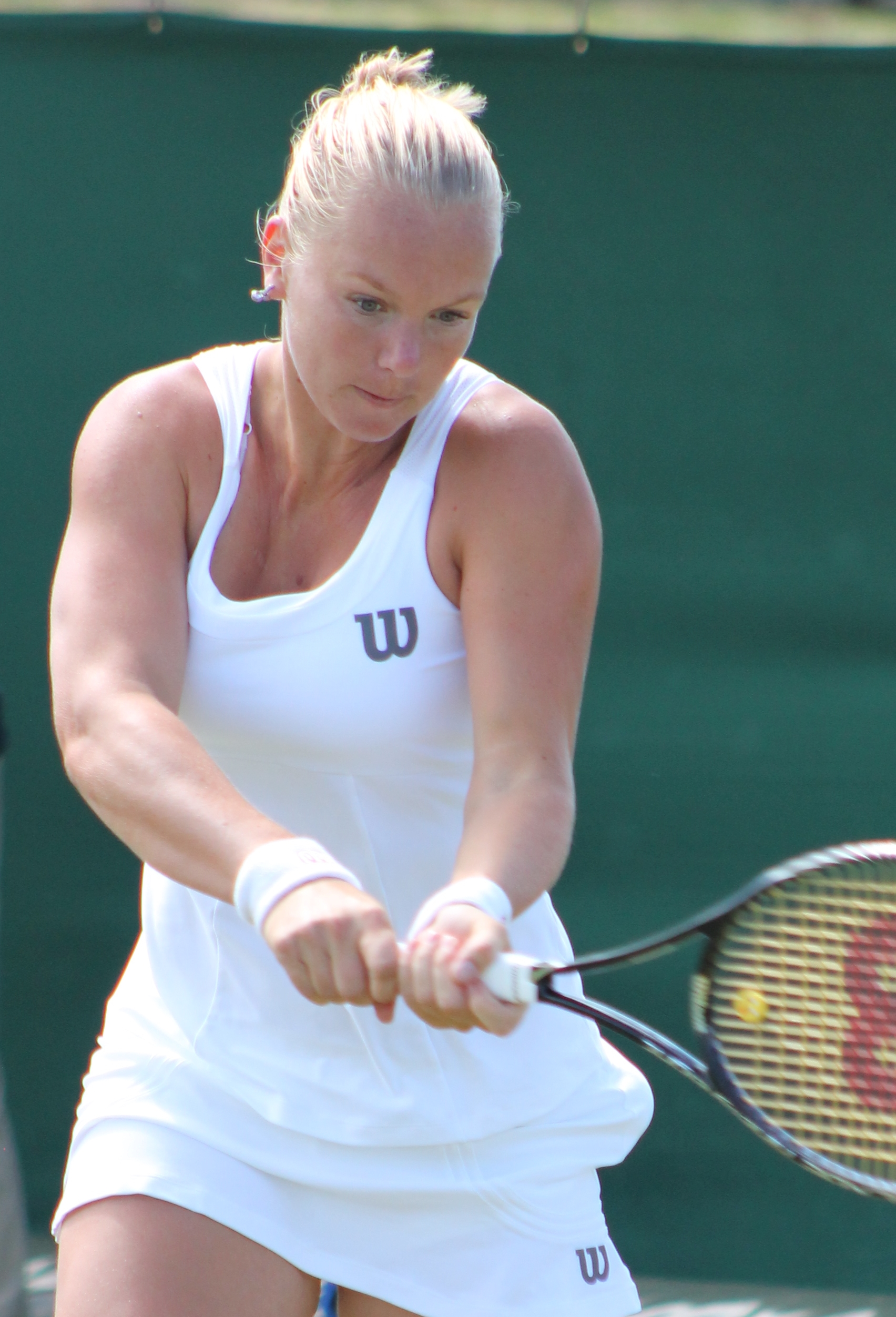
Bekhend ve Wimbledon 2014

Kiki Bertensová (nepřechýleně Bertens, * 10. prosince 1991 Wateringen) je bývalá nizozemská profesionální tenistka. Ve své kariéře na okruhu WTA Tour vyhrála deset singlových turnajů včetně Cincinnati Masters 2018 a Madrid Open 2019. K nim přidala deset deblových trofejí. V rámci okruhu ITF získala sedm titulů ve dvouhře a jedenáct ve čtyřhře.
Na žebříčku WTA byla ve dvouhře nejvýše klasifikována v květnu 2019 na 4. místě jako první takto vysoko postavená Nizozemka. Ve čtyřhře pak figurovala v dubnu 2018 na 16. místě. Trénovala ji krajanka Elise Tamaëlaová. V letech 2012–2015 tuto roli plnil Christiaan de Jong a poté Raemon Sluiter.
V páru se stabilní švédskou spoluhráčkou Johannou Larssonovou skončily jako poražené finalistky na Turnaji mistryň 2017 v Singapuru.
V červnu 2021 po French Open oznámila, že nejpozději po skončení probíhající sezóny ukončí kariéru pro potíže s Achillovou šlachou a pandemii covidu-19. Posledním turnajem se stala tokijská olympiáda, kde nestačila v prvním kole dvouhry na Vondroušovou, a ve druhém kole čtyřhry, do které nastoupila po boku Schuursové, na Rusky Kuděrmetovovou a Vesninovou.
V sezóně 2018 ji Ženská tenisová asociace vyhlásila hráčkou s největším zlepšením.

## Týmové soutěže

### Fed Cup
V nizozemském fedcupovém týmu debutovala v roce 2011 utkáním základního bloku 1. skupiny zóny Evropy a Afriky proti Rumunsku, v němž přispěla bodem ze čtyřhry s Richèl Hogenkampovou k výhře 3:0 na zápasy.
V baráži Světové skupiny 2015 proti Austrálii, hrané na antuce v 's-Hertogenboschi, vyhrála obě dvouhry proti Jarmile Gajdošové i Casey Dellacquové. Vítězstvím 4:1 na zápasy postoupily Nizozemky po třinácti letech opět do Světové skupiny.
V úvodním kole Světové skupiny 2016 přispěla dvěma body k překvapivé moskevské výhře Nizozemek nad Ruskem 3:1 na zápasy. Ačkoli nefigurovala v první světové stovce nejdříve porazila Jekatěrinu Makarovovou a rozhodující třetí bod získala vítězstvím nad Světlanou Kuzněcovovou. V semifinále Světové skupiny proti Francii dokázala na hostující půdě porazit výše postavené Caroline Garciaovou i Kristinu Mladenovicovou. Přesto do finále Nizozemky nepostoupily, když zbylé tři utkání prohrály a odešly poraženy 2:3 na zápasy.
Do listopadu 2021 v soutěži nastoupila k devatenácti mezistátním utkáním s bilancí 21–2 ve dvouhře a 6–3 ve čtyřhře.

### Letní olympijské hry
Nizozemsko reprezentovala na Letních olympijských hrách 2016 v Riu de Janeiru, kde v úvodním kole ženské dvouhry nestačila na Italku Saru Erraniovou, přestože získala úvodní sadu. Podruhé se představila na tokijská olympiádě přeložené na rok 2021. V prvním kole dvouhry nestačila na pozdější stříbrnou medailistku Markétu Vondroušovou, a ve druhém kole čtyřhry, do které nastoupila po boku Demi Schuursové, na Rusky Kuděrmetovovou a Vesninovou.

## Tenisová kariéra
První ženský turnaj na okruhu ITF odehrála v roce 2006 v nizozemském Vlaardingenu. Premiérovou hlavní soutěži na okruhu WTA Tour se stal červnový UNICEF Open 2011, probíhající na trávě v 's-Hertogenboschi, do něhož obdržela divokou kartu od pořadatelů. V úvodním kole podlehla Saře Erraniové.
Do elitní světové stovky žebříčku WTA poprvé pronikla 30. dubna 2012, když se posunula ze 149. na 92. příčku. Jednalo se o důsledek debutového titulu na okruhu WTA Tour, jejž získala na feském turnaji princezny Lally Meryem. Jako kvalifikantka postoupila do finále, v němž zdolala Španělku Lauru Pousovou Tiovou po dvousetovém průběhu. První deblovou trofej přidala na lednovém Hobart International 2015, kde v páru se švédskou hráčkou Johannou Larssonovou přehrály rusko-rumunský pár Vitalija Ďjačenková a Monica Niculescuová.
Do hlavní soutěže pařížského Open GDF Suez 2013 prošla jako šťastná poražená z kvalifikace, když z turnaje odstoupila zraněná Erraniová. Pavoukem se překvapivě probojovala, přes Dominiku Cibulkovou a Lucii Šafářovou, až do semifinále. V něm ji vyřadila pozdější vítězka Mona Barthelová. Bodový zisk jí však zajistil první průnik do světové padesátky, když se 4. únoru 2013 posunula ze 65. na 50. místo.
Na nejvyšší grandslamové úrovni si zahrála osmifinále French Open 2014, kde v roli kvalifikantky podlehla 28. nasazené Andree Petkovicové. Ženská čtyřhra Australian Open 2015 znamenala čtvrtfinálovou účast. S Johannou Larssonovou startovaly jako náhradnice. ve druhém kole na jejich raketách skončil jedenáctý nasazený pár Anabel Medinaová Garriguesová a Jaroslava Švedovová. Poté vyřadily zkušenou dvojici Světlana Kuzněcovová a Samantha Stosurová, aby je poté zastavily Němky Julia Görgesová s Annou-Lenou Grönefeldovou .

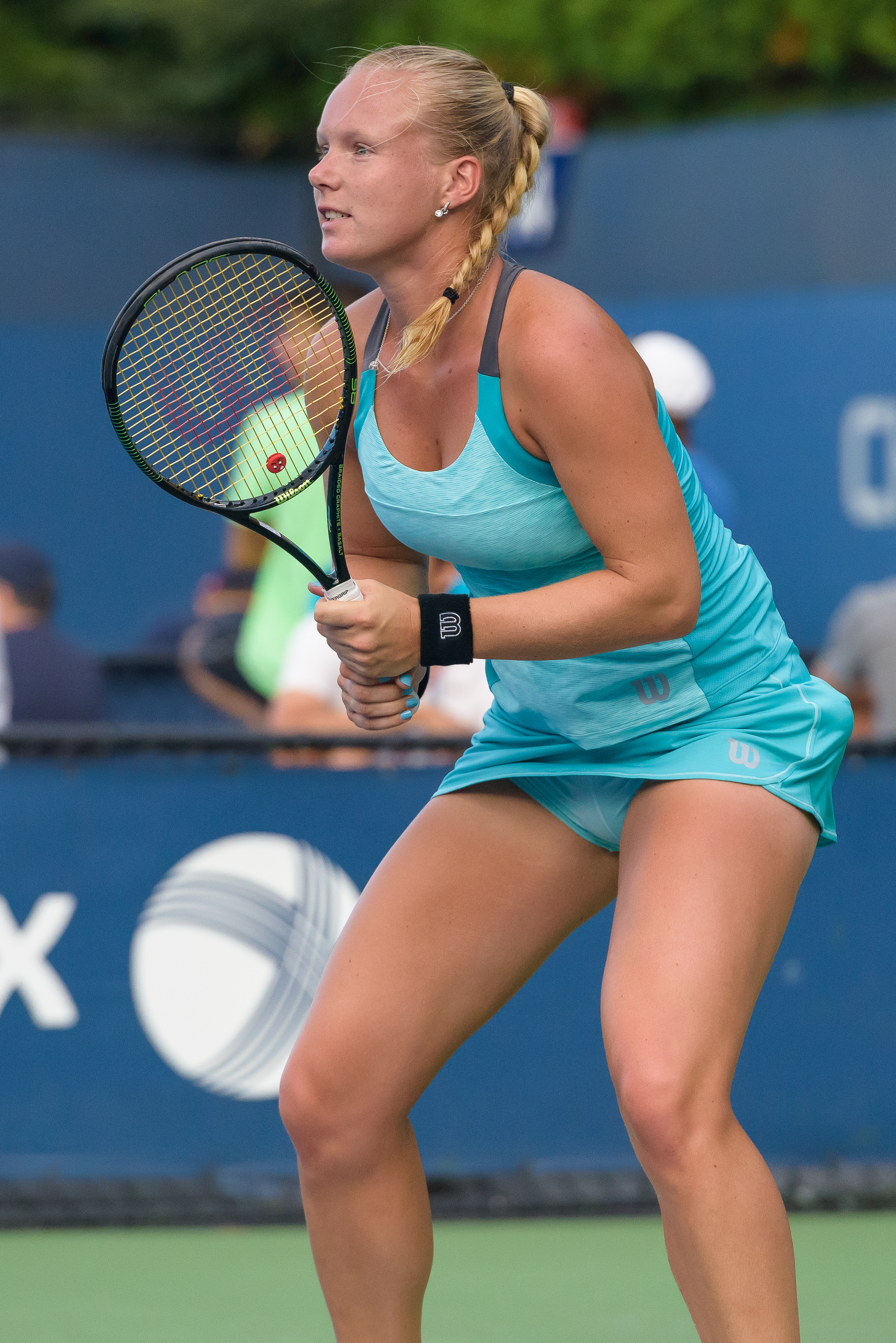
Na US Open 2015

Do wimbledonské dvouhry v roce 2015 přijížděla jako 108. tenistka světa. V jednom z nejkratších wimbledonských zápasů historie ji v prvním kole deklasovala světová dvojka a obhájkyně titulu Petra Kvitová. Zápas trval pouze 35 minut a Nizozemka uhrála jediný game. Při vlastním podání jí Češka dovolila získat jediný bod a to zahráním dvojchyby v poslední hře duelu. Jednalo se o nejkratší zápas na okruhu WTA Tour za předešlých pět let.
Druhou singlovou trofej vybojovala na květnové generálce před French Open, norimberském Nürnberger Versicherungscup 2016, kde do hlavní soutěže postoupila z kvalifikace. Ve druhém kole vyřadila světovou sedmičku a nejvýše nasazenou Robertu Vinciovou. Ve finále pak přehrála kolumbijskou hráčku Marianu Duqueovou Mariñovou po dvousetovém průběhu. Na turnaji získala první kariérní double, když po singlu ovládla s Johannou Larssonovou i soutěž čtyřhry.
Do semifinále grandslamu poprvé postoupila na Roland Garros 2016, kde oplatila miamskou porážku světové trojce Angelique Kerberové po třísetovém průběhu. Dále na její raketě zůstaly Italka Camila Giorgiová, turnajová devětadvacítka Darja Kasatkinová, patnáctá nasazená Madison Keysová a světová osmička Timea Bacsinszká. V semifinále hrála s lýtkovým zraněním proti obhájkyni titulu a světové jedničce Sereně Williamsové, které jí způsobovalo horší pohyb zejména při zkrácení hry. Přes dvousetovou prohru jí bodový zisk v následném vydání žebříčku WTA poprvé v kariéře posunul do elitní světové třicítky, když 6. června 2016 figurovala na 27. místě.
První obhájený titul vybojovala na antukovém Nürnberger Versicherungscupu 2017, kde v roli nejvýše nasazené neztratila žádný set. Poté, co ji ve druhé sadě semifinále skrečovala Japonka Misaki Doiová, v závěrečném duelu za 56 minut hladce zdolala českou kvalifikantku a 254. hráčku klasifikace Barboru Krejčíkovou po dvousetovém průběhu. V následném vydání žebříčku se posunula na kariérní maximum, když jí 29. května 2017 patřila 18. příčka.

### 2018: Vítězka Cincinnati Masters a průlom do první světové desítky
Sezónu otevřela prohrou s Chorvatkou Anou Konjuhovou v prvním kole Brisbane International. Titul však získala ve čtyřhře s krajankou Demi Schuursovou po finálové výhře nad slovinsko-španělskými turnajovými čtyřkami Andrejou Klepačovou s Maríou José Martínezovou Sánchezovou. Připsaly si tak premiérovou společnou trofej. Pro Bertensovou to byl jubilejní desátý deblový titul. Ve druhé fázi Sydney Internationa ji vyřadila turnajová jednička Garbiñe Muguruzaová. O jedno kolo dále se pak probojovala na Australian Open, kde skončila na raketě světové dvojky a pozdější šampionky Caroline Wozniacké. Své úvodní zápasy postupně prohrála na St. Petersburg Ladies Trophy, Dubai Tennis Championships a BNP Paribas Open v Indian Wells, když nad její síly byly Věra Zvonarevová, Wang Čchiang, respektive ve třetím případě Serena Williamsová. Šňůru čtyř porážek přerušila na Miami Open, na kterém postoupila do třetího kole. V této fázi ji zdolala Venus Williamsová.

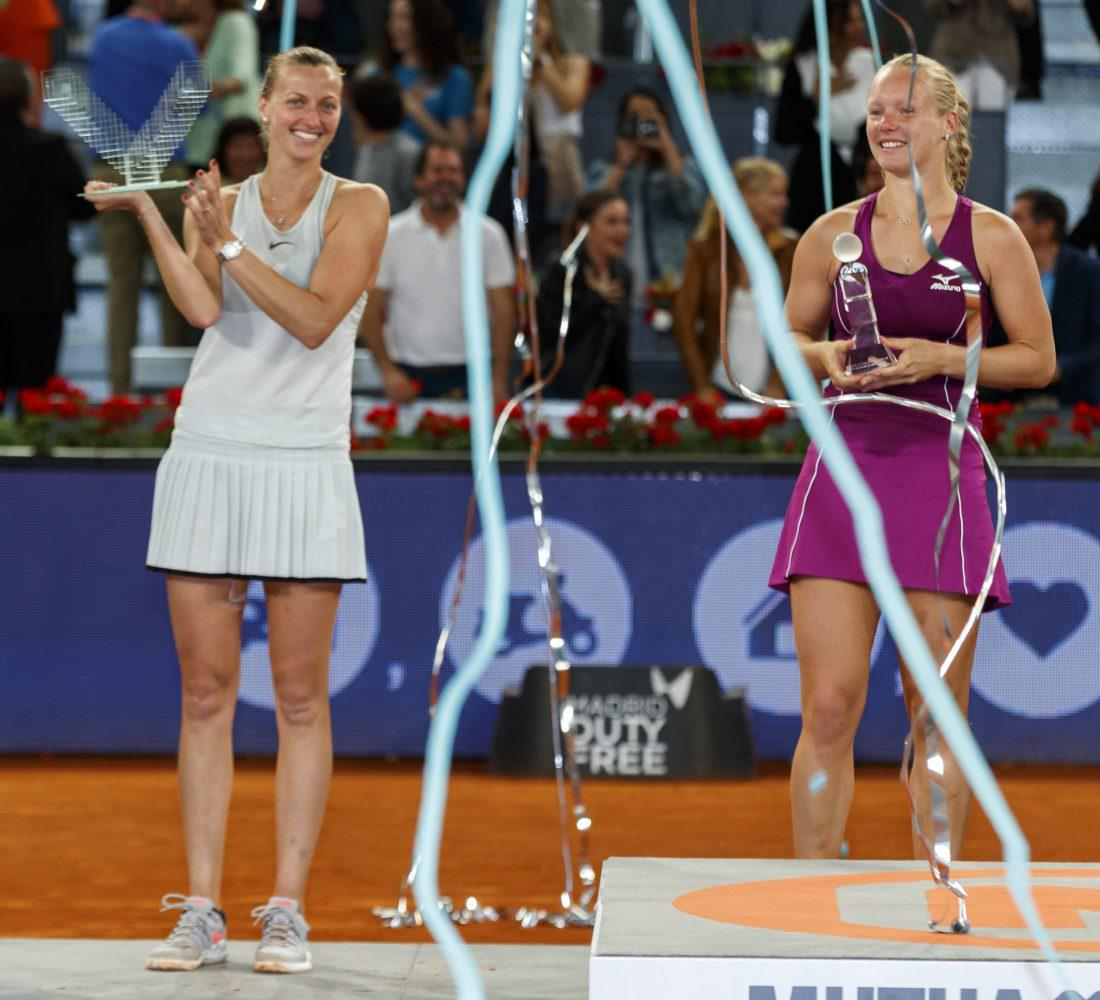
Ve finále Mutua Madrid Open podlehla Petře Kvitové (vlevo)

V roli dvanácté nasazené pak v dubnu přijížděla do jihokarolínského Charlestonu na Volvo Car Open, hraném na zelené antuce. Semifinálovou bitvu s americkou turnajovou sedmičkou Madison Keysovou rozhodla až v tiebreaku třetí sady a v jejím průběhu odvrátila mečbol. Ve finále pak hladce přehrála 29letou nasazenou pětku Julii Görgesovou, když na ni Němka uhrála jen tři gamy. V následném vydání žebříčku postoupila na 21. místo, tři příčky za osobní maximum. V úvodní části sezóny se přitom potýkala s formou, když na prvních sedmi odehraných turnajích dokázala zvítězit pouze ve čtyřech utkáních. Halový Porsche Tennis Grand Prix znamenal vyřazení v první fázi od pozdější šampionky Karolíny Plíškové. Debutové finále v kategorii Premier Mandatory odehrála na antukovém Mutua Madrid Open, do něhož prošla po výhrách nad světovou dvojkou Caroline Wozniackou ve třetím kole, Ruskou Marií Šarapovovou a semifinálovém vítězství se sedmou hráčkou žebříčku Caroline Garciaovovou. Z boje o titul odešla poražena od české světové desítky Petry Kvitové ve třech setech a ani druhý vzájemný zápas nevyhrála. Po turnaji postoupila na nové kariérní maximum, když jí patřila 15. příčka. Pokles formy se dostavil během Internazionali BNL d'Italia, na němž její cestu soutěží ukončila Maria Sakkariová. Antukový Nürnberger Versicherungscup přinesl čtvrtfinálovou účast, s porážkou od Kirsten Flipkensové. Z grandslamového French Open odjela po třetím kole, když Angelique Kerberová zápas rozhodla ve dvou tiebreacích. Travnatou sezónu zahájila prohrou ve druhém kole nizozemského Libéma Open opět s Flipkensovou a vyřazením na úvod eastbournského Nature Valley International, z rakety Mihaely Buzărnescuové. Přes nevýrazné výkony dosáhla prvního čtvrtfinále ve Wimbledonu, kde ji dubnovou porážku oplatila Julia Görgesová.
Letní sezónu na amerických betonech rozehrála na Rogers Cupu. Ve čtvrtfinále podlehla Ashleigh Bartyové. Celkově šestou singlovou trofej, první neantukovou a první z kategorie Premier 5, si odvezla ze srpnového Western & Southern Open v Cincinnati. Ve finálovém duelu zdolala rumunskou světovou jedničku Simonu Halepovou po třísetovém průběhu. V tiebreaku druhé sady odvrátila mečbol soupeřky. Bilance Bertensové s hráčkami elitní světové desítky přitom ještě v závěru května 2018 činila 3–17, z toho na tvrdém povrchu 0–9. Během dalších tří měsíců však z jedenácti utkání proti členkám Top 10 vyhrála deset, z toho šestkrát na tvrdém povrchu. Poprvé v kariéře také Nizozemka zvládla vyhrát více než tři utkání na tvrdém povrchu pod otevřeným nebem v řadě. Na turnaji porazila čtyři členky světové desítky a ve finále zdolala debutově i světovou jedničku. Bodový zisk ji posunul na nové kariérní maximum žebříčku WTA, když 20. srpna 2018 figurovala na 13. místě. Na US Open si po výhrách nad Kristýnou Plíškovou a americkou kvalifikantkou Francescou Di Lorenzovou poprvé zahrála třetí kolo. V něm však její osmizápasovou neporazitelnost ukončila 19letá Češka Markéta Vondroušová, figurující na 103. místě žebříčku, když o vítězce rozhodl až tiebreak závěrečné sady.
Během asijské túry získala třetí sezónní trofej na Korea Open po závěrečném vítězství nad Ajlou Tomljanovićovou. Po skončení se posunula na nové kariérní maximum, 11. místo žebříčku. Pokles formy se poté projevil časnými prohrami na čtyřech turnajích. Ve druhém kole Wuhan Open podlehla Anastasiji Pavljučenkovové a ve třetí fázi China Open nestačila na Kateřinu Siniakovou. Po návratu do Evropy odešla poražena ve druhém utkání Upper Austria Ladies Linz od Margarity Gasparjanové a v témže kole Kremlin Cupu nenašla účinnou taktiku na Aljaksandru Sasnovičovou.
Po odstoupení světové jedničky Halepové 18. října 2018 doplnila startovní pole Turnaje mistryň z pozice světové devítky. Jako debutantka singapurského WTA Finals postoupila z bílé skupiny do semifinále, když v ní obsadila druhé místo. Postup si zajistila výhrami nad světovou dvojkou Angelique Kerberovou a Naomi Ósakaovou, která duel po ztrátě úvodní sady skrečovala. Nestačila však na Sloane Stephensovou. v semifinále ji zastavila pozdější ukrajinská vítězka Elina Svitolinová po vyrovnaném třísetovém průběhu.

### 2019: První titul v kategorii Premier Mandatory a světová čtyřka

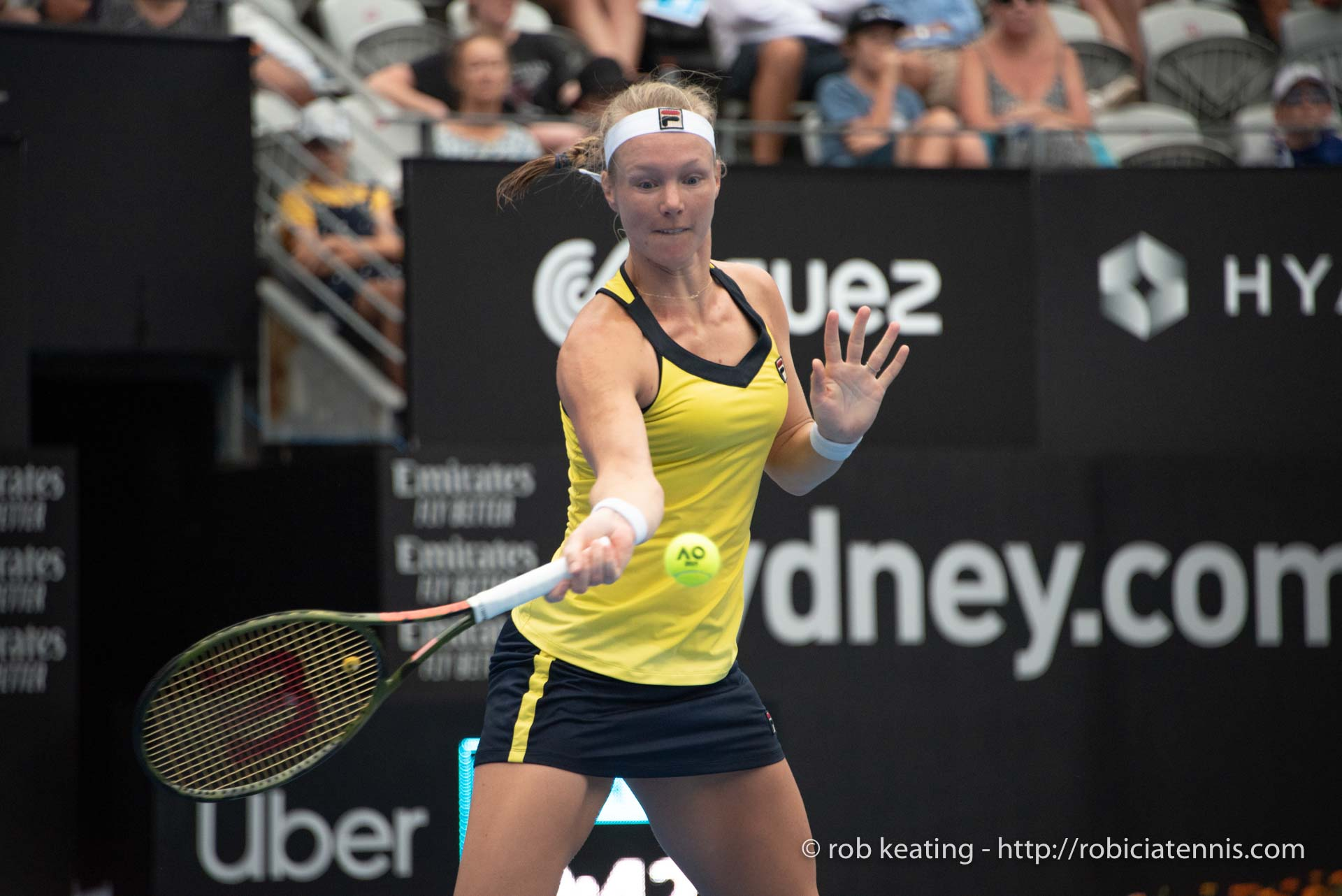
Na Sydney International dohrála v semifinále s Ashleigh Bartyovou

Sezónu rozehrála na Brisbane International, kde po výhře nad Elise Mertensovou podlehla Donně Vekićové. Navazující týden si zahrála semifinále Sydney International, v němž nestačila na Australanku Ashleigh Bartyovou ve třech setech. První major roku Australian Open jí na úvod přinesl výhru nad Američankou Alison Riskeovou, aby ve druhém utkání skončila na raketě Anastasiji Pavljučenkovové. Ve čtvrtfinále vypadla na Qatar Total Open. Do premiérového finále v sezóně postoupila na únorovém St. Petersburg Ladies' Trophy, kde postupně vyřadila Ysaline Bonaventureovou, Pavljučenkovovou a Arynu Sabalenkovou. V boji o osmý kariérní titul oplatila lednovou porážku Chorvatce Vekićové po dvousetovém průběhu. Na březnovém BNP Paribas Open v Indian Wells se poprvé probojovala do čtvrtého kola přes Magdu Linettevou a Johannu Kontaovou, než ji stopku v dlouhém třísetovém duelu vystavila Garbiñe Muguruzaová. Téže osmifinálové fáze dosáhla i na navazujícím Miami Open, kde přehrála čínskou hráčku Wang Si-jü a Viktórii Kužmovou. Cestu pavoukem však Nizozemce ukončila pozdější šampionka turnaje Ashleigh Bartyová.
Na halové antuce Porsche Tennis Grand Prix přešla přes německou jedničku Angelique Kerberovou do semifinále, v němž nezvládla třísetovou bitvu se světovou trojkou Petrou Kvitovou. Premiérovou trofej z kategorie Premier Mandatory, a devátou celkově, si odvezla z květnového Mutua Madrid Open, kde startovala jako sedmá hráčka žebříčku. Ve třetím kole vyřadila lotyšskou turnajovou dvanáctku Anastasiji Sevastovovou, poté vrátila čerstvou prohru obhájkyni trofeje Kvitové a ani v semifinále ji nezastavila Američanka Sloane Stephensová. Na madridské antuce tak postoupila druhý rok v řadě do finále, v němž zdolala dvojnásobnou šampionku Simonu Halepovou. Poměr vzájemných zápasů vyrovnala na 3–3 a ukončila 14zápasovou neporazitelnost Rumunky na antuce. Stala se první vítězkou, která prošla celou soutěží bez ztráty setu. Po turnaji se posunula na nové kariérní maximum, 4. místo žebříčku WTA, jako nejvýše postavená Nizozemka v historii.

## Finále na Turnaji mistryň

### Ženská čtyřhra: 1 (0–1)
| Stav       | č. | rok  | dějiště  | povrch    | spoluhráčka        | soupeřky ve finále               | výsledek         |
| ---------- | -- | ---- | -------- | --------- | ------------------ | -------------------------------- | ---------------- |
| Finalistka | 1. | 2017 | Singapur | tvrdý (h) | Johanna Larssonová | Tímea Babosová Andrea Hlaváčková | 6–4, 4–6, [5–10] |

## Finále na okruhu WTA Tour
| Legenda                               |
| ------------------------------------- |
| D – dvouhra; Č – čtyřhra              |
| Grand Slam (0)                        |
| Turnaj mistryň (0–1 Č)                |
| WTA Elite Trophy (0–1 D)              |
| Premier Mandatory & Premier 5 (1–1 D) |
| Premier (3–0 D; 1–1 Č)                |
| International (5–3, D; 9–4 Č)         |

### Dvouhra: 15 (10–5)
| Stav       | č.  | datum             | turnaj                    | povrch     | soupeřka ve finále        | výsledek           |
| ---------- | --- | ----------------- | ------------------------- | ---------- | ------------------------- | ------------------ |
| Vítězka    | 1.  | 28. dubna 2012    | Fás, Maroko               | antuka     | Laura Pousová Tiová       | 7–5, 6–0           |
| Vítězka    | 2.  | 21. května 2016   | Norimberk, Německo        | antuka     | Mariana Duqueová Mariñová | 6–2, 6–2           |
| Finalistka | 1.  | 17. července 2016 | Gstaad, Švýcarsko         | antuka     | Viktorija Golubicová      | 4–6, 6–3, 6–4      |
| Vítězka    | 3.  | 27. května 2017   | Norimberk, Německo (2)    | antuka     | Barbora Krejčíková        | 6–2, 6–1           |
| Vítězka    | 4.  | 23. července 2017 | Gstaad, Švýcarsko         | antuka     | Anett Kontaveitová        | 6–4, 3–6, 6–1      |
| Vítězka    | 5.  | 8. dubna 2018     | Charleston, Spojené státy | antuka (z) | Julia Görgesová           | 6–2, 6–1           |
| Finalistka | 2.  | 12. května 2018   | Madrid, Španělsko         | antuka     | Petra Kvitová             | 6–7(6–8), 6–4, 3–6 |
| Vítězka    | 6.  | 19. srpna 2018    | Cincinnati, Spojené státy | tvrdý      | Simona Halepová           | 2–6, 7–6(8–6), 6–2 |
| Vítězka    | 7.  | 23. září 2018     | Soul, Jižní Korea         | tvrdý      | Ajla Tomljanovićová       | 7–6(7–2), 4–6, 6–2 |
| Vítězka    | 8.  | 3. února 2019     | Petrohrad, Rusko          | tvrdý (h)  | Donna Vekićová            | 7–6(7–2), 6–4      |
| Vítězka    | 9.  | 11. května 2019   | Madrid, Španělsko         | antuka     | Simona Halepová           | 6–4, 6–4           |
| Finalistka | 3.  | 16. června 2019   | Rosmalen, Nizozemí        | tráva      | Alison Riskeová           | 6–0, 6–7(3–7), 5–7 |
| Finalistka | 4.  | 28. července 2019 | Palermo, Itálie           | antuka     | Jil Teichmannová          | 6–7(2–7), 2–6      |
| Finalistka | 5.  | 27. října 2019    | Ču-chaj, ČLR              | tvrdý (h)  | Aryna Sabalenková         | 4–6, 2–6           |
| Vítězka    | 10. | 16. února 2020    | Petrohrad, Rusko (2)      | tvrdý (h)  | Jelena Rybakinová         | 6–1, 6–3           |

### Čtyřhra: 16 (10–6)
| Stav       | č.  | datum             | turnaj                       | povrch    | spoluhráčka         | soupeřky ve finále                                   | výsledek              |
| ---------- | --- | ----------------- | ---------------------------- | --------- | ------------------- | ---------------------------------------------------- | --------------------- |
| Vítězka    | 1.  | 17. ledna 2015    | Hobart, Austrálie            | tvrdý     | Johanna Larssonová  | Vitalija Ďjačenková Monica Niculescuová              | 7–5, 6–3              |
| Vítězka    | 2.  | 19. července 2015 | Båstad, Švédsko              | antuka    | Johanna Larssonová  | Tatjana Mariová Olga Savčuková                       | 7–5, 6–4              |
| Finalistka | 1.  | 27. září 2015     | Soul, Jižní Korea            | tvrdý     | Johanna Larssonová  | Lara Arruabarrenová Andreja Klepačová                | 6–2, 3–6, [6–10]      |
| Finalistka | 2.  | 27. února 2016    | Acapulco, Mexiko             | tvrdý     | Johanna Larssonová  | Anabel Medina Garriguesová Arantxa Parra Santonjaová | 0–6, 4–6              |
| Vítězka    | 3.  | 21. května 2016   | Norimberk, Německo           | antuka    | Johanna Larssonová  | Šúko Aojamová Renata Voráčová                        | 6–3, 6–4              |
| Vítězka    | 4.  | 16. října 2016    | Linec, Rakousko              | tvrdý (h) | Johanna Larssonová  | Anna-Lena Grönefeldová Květa Peschkeová              | 4–6, 6–2, [10–7]      |
| Vítězka    | 5.  | 22. října 2016    | Lucemburk, Lucembursko       | tvrdý (h) | Johanna Larssonová  | Monica Niculescuová Patricia Maria Țigová            | 4–6, 7–5, [11–9]      |
| Vítězka    | 6.  | 7. ledna 2017     | Auckland, Nový Zéland        | tvrdý     | Johanna Larssonová  | Demi Schuursová Renata Voráčová                      | 6–2, 6–2              |
| Finalistka | 3.  | 17. července 2017 | 's Hertogenbosch, Nizozemsko | tráva     | Demi Schuursová     | Dominika Cibulková Kirsten Flipkensová               | 6–4, 4–6, [6–10]      |
| Vítězka    | 7.  | 23. července 2017 | Gstaad, Švýcarsko            | antuka    | Johanna Larssonová  | Viktorija Golubicová Nina Stojanovićová              | 7–6(7–4), 4–6, [10–7] |
| Vítězka    | 8.  | 24. září 2017     | Soul, Jižní Korea            | tvrdý     | Johanna Larssonová  | Luksika Kumkhumová Peangtarn Plipuečová              | 6–4, 6–1              |
| Vítězka    | 9.  | 15. října 2017    | Linec, Rakousko (2)          | tvrdý (h) | Johanna Larssonová  | Natela Dzalamidzeová Xenia Knollová                  | 3–6, 6–3, [10–4]      |
| Finalistka | 4.  | 29. října 2017    | Turnaj mistryň, Singapur     | tvrdý (h) | Johanna Larssonová  | Tímea Babosová Andrea Hlaváčková                     | 6–4, 4–6, [5–10]      |
| Vítězka    | 10. | 6. ledna 2018     | Brisbane, Austrálie          | tvrdý     | Demi Schuursová     | Andreja Klepačová MJ Martínez Sánchezová             | 7–5, 6–2              |
| Finalistka | 5.  | 16. června 2018   | 's Hertogenbosch, Nizozemsko | tráva     | Kirsten Flipkensová | Elise Mertensová Demi Schuursová                     | 3–3skreč              |
| Finalistka | 6.  | 12. ledna 2020    | Brisbane, Austrálie          | tvrdý     | Ashleigh Bartyová   | Barbora Strýcová Sie Šu-wej                          | 6–3, 6–7(7–9), [8–10] |

## Tituly na okruhu ITF
| Dotace turnajů okruhu ITF | Dotace turnajů okruhu ITF |
| ------------------------- | ------------------------- |
| 100 000 $ tournaments     | 80 000 $ tournaments      |
| 75 000 $ tournaments      | 60 000 $ tournaments      |
| 50 000 $ tournaments      | 25 000 $ tournaments      |
| 15 000 $ tournaments      | 10 000 $ tournaments      |

### Dvouhra (7)
| č. | datum           | turnaj                   | povrch | poražená finalistka       | výsledek      |
| -- | --------------- | ------------------------ | ------ | ------------------------- | ------------- |
| 1. | 6. září 2009    | Almere, Nizozemsko       | antuka | Angelique Van der Meetová | 6–2, 6–4      |
| 2. | 4. října 2009   | Antalya-Belek, Turecko   | antuka | Nanuli Pipijová           | 6–2, 6–2      |
| 3. | 27. června 2010 | Rotterdam, Nizozemsko    | antuka | Danielle Harmsenová       | 6–4, 6–2      |
| 4. | 14. srpna 2011  | Koksijde, Belgie         | antuka | Elica Kostovová           | 6–2, 6–1      |
| 5. | 11. března 2012 | Irapuato, Mexiko         | tvrdý  | Jaroslava Švedovová       | 6–4, 2–6, 6–1 |
| 6. | 25. března 2012 | Bath, Spojené království | tvrdý  | Annika Becková            | 6–4, 3–6, 6–3 |
| 7. | 3. srpna 2015   | Koksijde, Belgie         | antuka | Myrtille Georgesová       | 3-6, 6-2, 6-3 |

### Čtyřhra (11)
| č.  | datum              | turnaj                     | povrch    | spoluhráčka         | poražené finalistky                         | výsledek       |
| --- | ------------------ | -------------------------- | --------- | ------------------- | ------------------------------------------- | -------------- |
| 1.  | 27. července 2009  | Bree, Belgie               | antuka    | Quirine Lemoineová  | An-Sophie Mestachová Demi Schuursová        | 6–1, 6–0       |
| 2.  | 7. srpna 2009      | Rebecq, Belgie             | antuka    | Nicole Thyssenová   | Patricia Chireaová Valentina Sulpiziová     | 6–2, 7–5       |
| 3.  | 31. srpna 2009     | Almere, Nizozemsko         | antuka    | Nicole Thyssenová   | Daniëlle Harmsenová Kim Kilsdonková         | 4–6, 6–2, 10–4 |
| 4.  | 28. září 2009      | Antalya, Turecko           | antuka    | Marcella Koeková    | Barbara Sobaszkiewiczová Sylwia Zagorská    | 6–4, 0–6, 10–4 |
| 5.  | 14. listopadu 2009 | Jersey, Spojené království | tvrdý (h) | Daniëlle Harmsenová | Tímea Babosová Malou Ejdesgaardová          | 7–5, 7–5       |
| 6.  | 15. března 2010    | Antalya, Turecko           | antuka    | Daniëlle Harmsenová | Fatma Al-Nabhaniová Andrea Koch Benvenutová | 6–2, 6–4       |
| 7.  | 27. září 2010      | Helsinky, Finsko           | tvrdý (h) | Richèl Hogenkampová | Julia Bejgelzimerová Kristina Mladenovicová | 6–3, 7–5       |
| 8.  | 1. srpna 2011      | Monteroni, Itálie          | antuka    | Nicole Rottmannová  | Gioia Barbieriová Anastasia Grymalská       | 6–0, 6–3       |
| 9.  | 6. listopadu 2011  | Ismaning, Německo          | koberec   | Anne Keothavongová  | Kristina Barroisová Yvonne Meusburgerová    | 6–3, 6–3       |
| 10. | 5. května 2014     | Cagnes-sur-Mer, Francie    | antuka    | Johanna Larssonová  | Tatiana Búová Daniela Seguelová             | 7–6(7–4), 6–4  |
| 11. | 27. července 2015  | Sobota, Polsko             | antuka    | Richèl Hogenkampová | Cornelia Listerová Jeļena Ostapenková       | 7–6(7–2), 6–4  |

## Postavení na konečném žebříčku WTA

### Dvouhra
| Rok    | 2008 | 2009   | 2010   | 2011   | 2012  | 2013  | 2014  | 2015   | 2016  | 2017  | 2018 | 2019 | 2020 |
| Pořadí | 973. | ▲ 569. | ▲ 230. | ▲ 184. | ▲ 63. | ▼ 87. | ▲ 69. | ▼ 101. | ▲ 22. | ▼ 31. | ▲ 9. | ▬ 9. | ▬ 9. |

### Čtyřhra
| Rok    | 2008  | 2009   | 2010   | 2011   | 2012   | 2013   | 2014   | 2015  | 2016  | 2017  | 2018  | 2019   | 2020   |
| Pořadí | 1008. | ▲ 519. | ▲ 312. | ▲ 195. | ▼ 296. | ▼ 326. | ▲ 251. | ▲ 38. | ▲ 37. | ▲ 19. | ▼ 43. | ▼ 178. | ▲ 116. |